# 안나 비류코바
안나 비류코바(러시아어: Анна Бирюкова, 1967년 9월 27일 ~ )는 러시아의 전직 육상 선수이다.
1993년에 비류코바는 세계 선수권 대회에서 15.09m를 뛰어서 세계 신기록과 함께 금메달을 획득했다. 그녀는 1995년 세계 선수권 대회에 출전했고, 15.08m를 뛰어서 거의 원래 높이에 도달했다. 그녀는 이바 프란드제바와 이네사 크라베츠에 뒤져서 간신히 동메달을 땄다.
안나 비류코바는 가끔 멀리뛰기에도 참가했고, 자신의 개인 최고 기록은 6.64m이다.